# Himertosoma sulcatum
Himertosoma sulcatum là một loài tò vò trong họ Ichneumonidae.